# Amândio Marques Murta
Amândio Marques Murta (Cantanhede, 10 de março de 1921 - Tomar, 20 de dezembro de 2011) foi um médico oftalmologista e presidente da Câmara de Tomar.

## Biografia
Apesar de não ter nascido em Tomar, foi nesta cidade que passou a maior parte da sua vida como médico oftalmologista e como presidente da câmara. 
Nasceu em Lemede (Cantanhede) a 10 de março de 1921 e foi médico durante mais de 50 anos, delegado de saúde e presidente da extinta Região de Turismo dos Templários.
Foi presidente da câmara de Tomar de 1980 a 1986, eleito pela Aliança Democrática. Tomar e o Turismo devem-lhe (conjuntamente com António Rebelo) o entusiasmo e o esforço que dedicou à candidatura do Convento de Cristo a Património da Humanidade, que saiu vencedora na reunião realizada pela Unesco em 1982.
Membro honorário do Grupo de Amigos do Convento de Cristo (GACC).
Faleceu a 20 de dezembro de 2011 e no mês seguinte a câmara aprovou atribuir o nome de Amândio Marques Murta, a uma rua da cidade, decisão que nunca foi concretizada.